# Улица Володарского (Воронеж)
У́лица Волода́рского — улица в городе Воронеж, которая берёт своё начало от улицы Софьи Перовской и заканчивается при выходе к улице Дзержинского. Одна из границ Центрального района.
Улица стала формироваться ещё в XVII веке. Согласно регулярному плану Воронежа XVIII века верхняя часть современной улицы Володарского, которая называлась Пятницкой или Мещанской, была использована как один из трёх «лучей», которые сходились к Митрофановскому монастырю.

## История

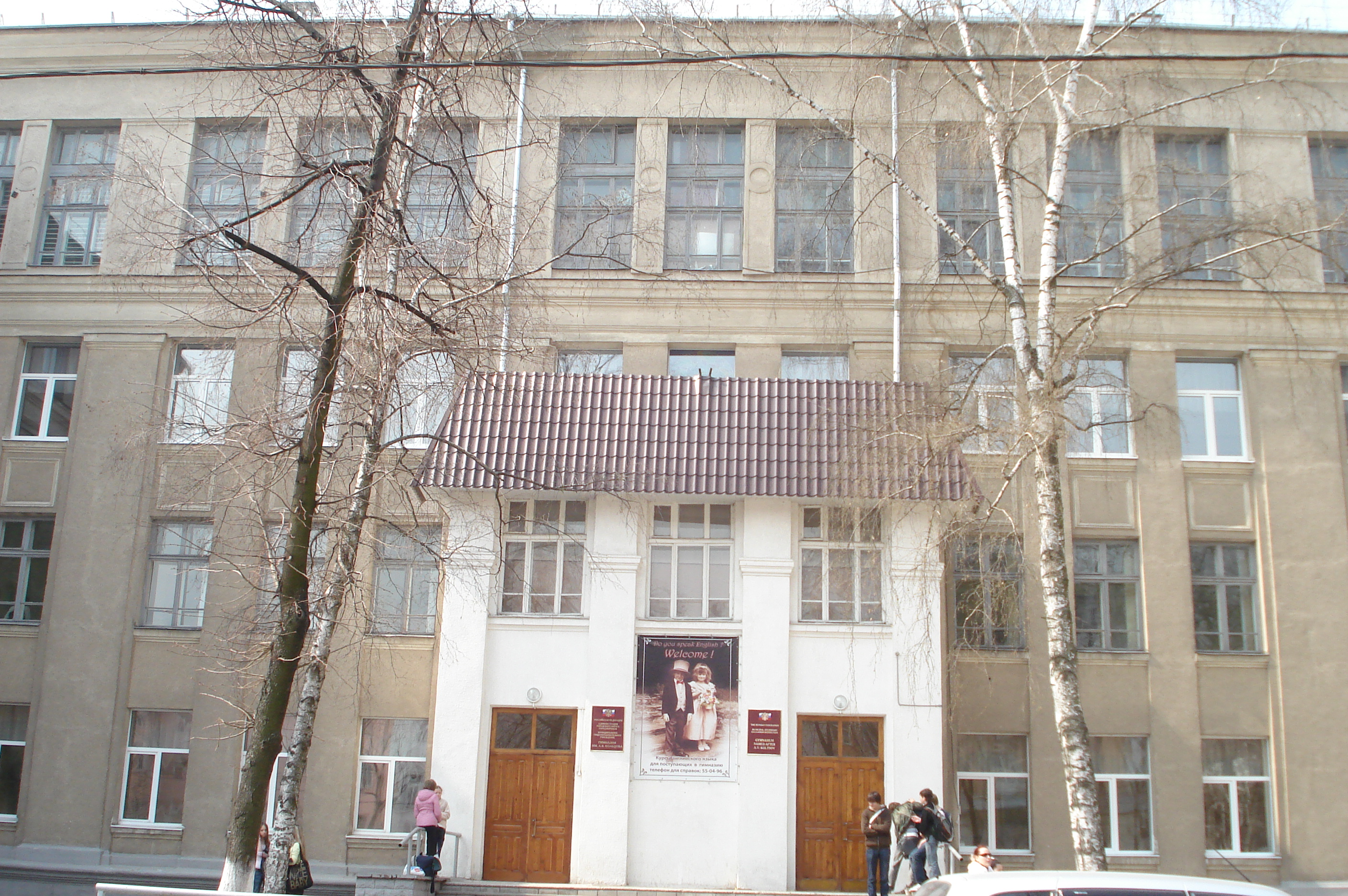
Гимназия Кольцова. д. 60

В 1774 году был утверждён «регулярный план» Воронежа, согласно которому центральную часть города спланировали в стиле классицизма — использовали трёхлучевую схему. Улицы — Большая Московская улица (ныне Плехановская ул.), Большая Девицкая улица (ныне ул. Платонова и ул. 9 Января) и Пятницкая или Мещанская улица (ныне верхняя часть ул. Володарского) — сходились в месте, где построили комплекс архиерейского собора по проекту архитектора Джакомо Кваренги. В 80-х годах XVIII столетия он значительно перестроил архитектурную композицию Благовещенского собора. При нём начала возводиться колокольня храма, самое высокое здание и символ Воронежа. В 1828 году колокольне достроили четвёртый ярус и шпиль.
Современное название улица получила в 1918 году в честь русского революционера В. Володарского (1891—1918).
Звстройка улицы серьёзно пострадала в годы Великой Отечественной войны

## Архитектура
- № 39 — здание построено в 1933 году для областного отделения Объединённого государственного политического управления (ОГПУ). В 1930—1950 годы здесь содержались незаконно арестованные при проведении массовых репрессий. В 1949—1950 годы в тюрьме здания находились члены коммунистической партии молодёжи, которая была создана в 1947 году воронежскими школьниками. Среди них был известный поэт и прозаик Анатолий Владимирович Жигулин.
- № 41 — Гимназия имени А.В.Кольцова.
- № 46 — двухэтажное здание построено в первой половине XIX века. В 1940-е годы дом был перестроен
- № 60 — здание построено в 1912—1913 году для коммерческого училища[3]. Предположительной архитектором является В. И. Гайн. Существуют также версии, что проектировал здание Михаил Николаевич Замятнин. В советское время располагавшуюся здесь 1-ю Воронежскую советскую трудовую школу II ступени окончили будущие известный советский актёр Георгий Менглет (мемориальная доска) и крупный советский учёный-физик Николай Басов (мемориальная доска).

## Известные жители
д. 52 — герой Великой Отечественной войны Константин Стрелюк

## Галерея

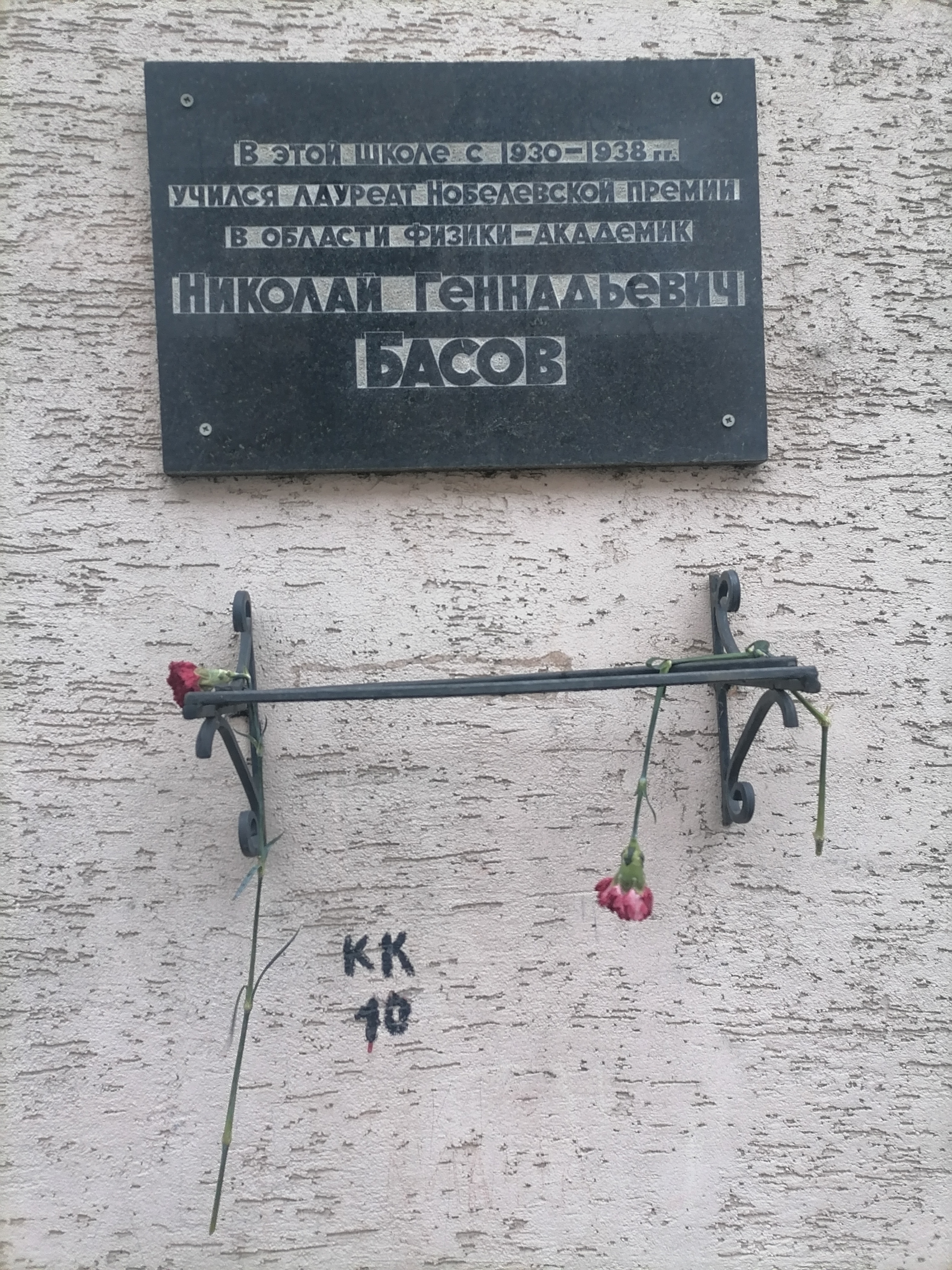
ул. Володарского, 60
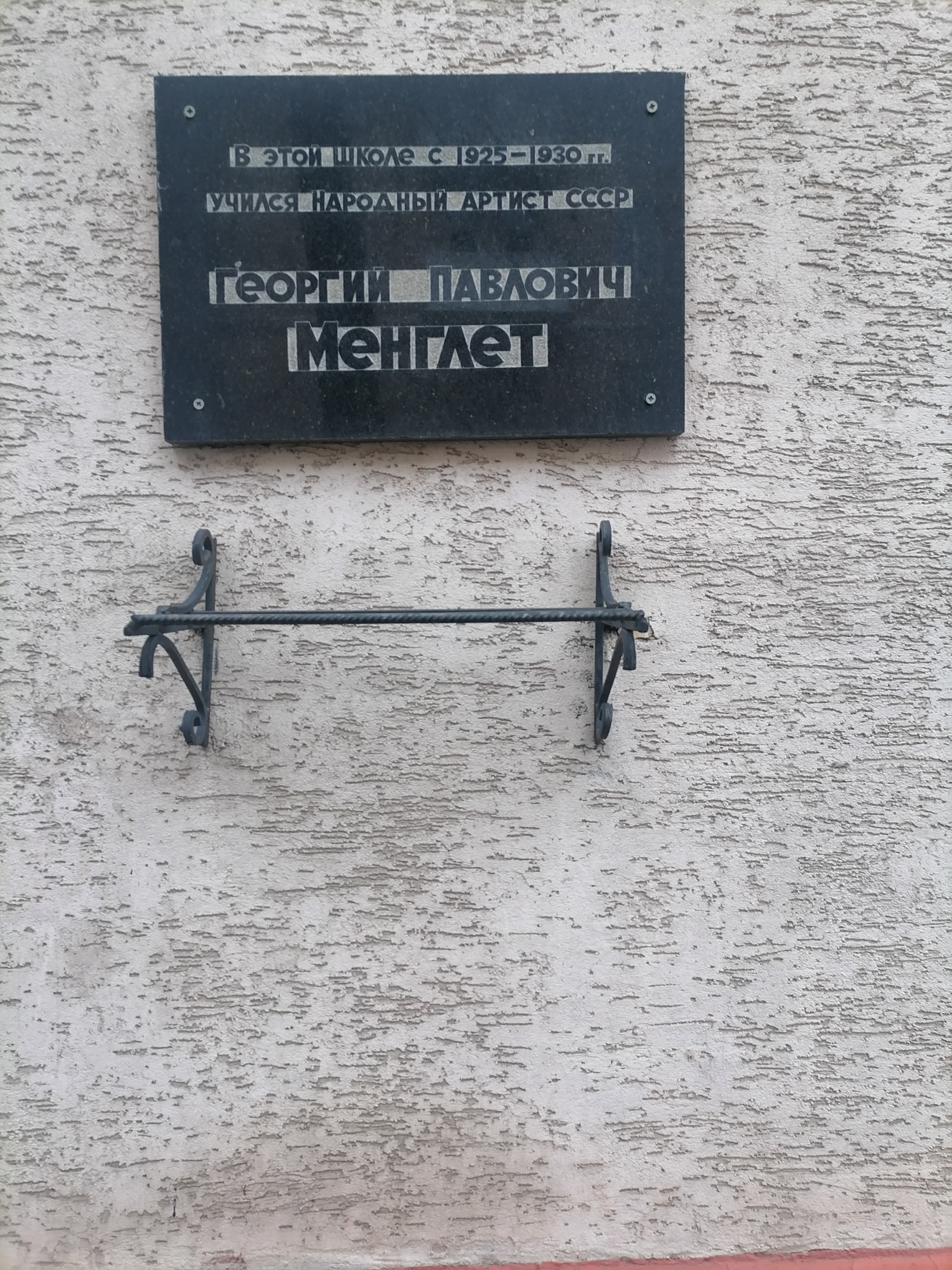
ул. Володарского, 60